# راسل (نام کوچک)
راسل یک نام کوچک است. افراد شاخص با این نام از این قرارند:
- راسل کرو: بازیگر نیوزلندی(زنده).
- راسل هالس: فیزیکدان آمریکایی(زنده).
- راسل تارگ: فیزیکدان آمریکایی(زنده).

- جیمز راسل لوول: شاعر فقید آمریکایی.
- جان راسل یانگ: کتابدار فقید آمریکایی.